# Irmi Seidl

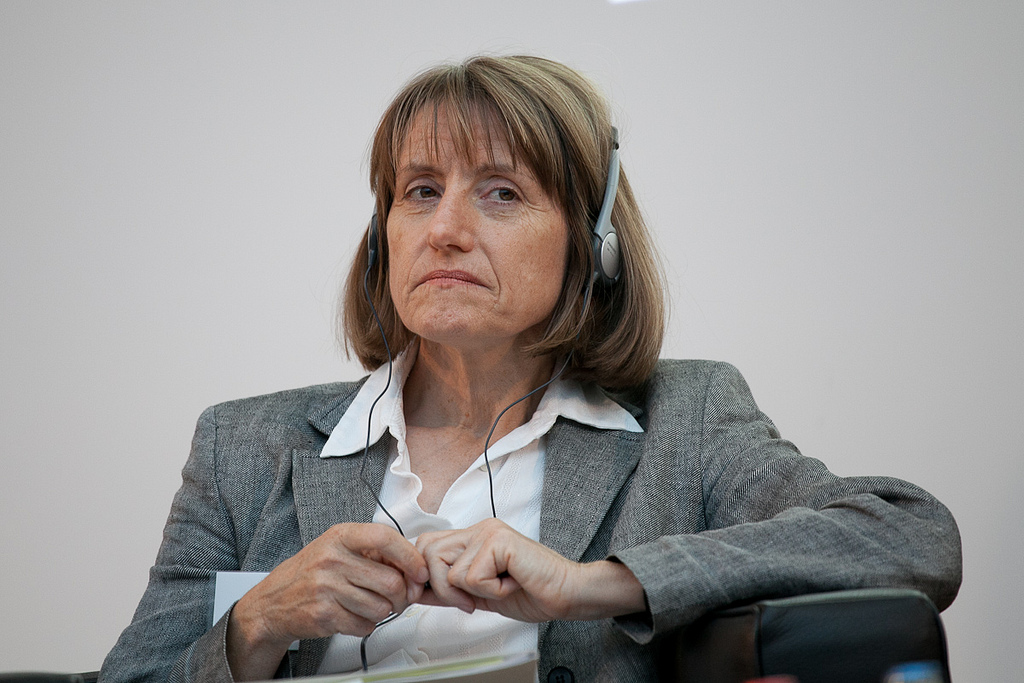
Irmi Seidl

Irmi Seidl (* 25. November 1962 in Holzkirchen, Oberbayern) ist eine deutsche Ökonomin, die auch als Hochschullehrerin tätig ist. Sie leitet die Forschungseinheit Wirtschafts- und Sozialwissenschaften an der Eidgenössischen Forschungsanstalt für Wald, Schnee und Landschaft (WSL).

## Leben
Seidl absolvierte zunächst eine Berufsausbildung. Dann studierte sie Wirtschaftswissenschaften in München und absolvierte die Licence an der Universität in Aix-en-Provence und an der Université Paris 1 Panthéon-Sorbonne die Maîtrise (Master). Es folgte ein Doktorat an der Universität St. Gallen 1993 mit der Thesis zu der Frage, welche Anreize und Unternehmenskultur es in Grossunternehmen braucht, damit umweltgerechte Produkte (am Beispiel der Pestizide) erforscht und hergestellt werden. Nach erfolgter Promotion forschte sie an der Universität Zürich, an der University of Queensland und am Rensselaer Polytechnic Institute in Troy. Anschliessend habilitierte sie 2002 an der Universität Zürich in Ökologischer Ökonomie. Seit 2006 leitet sie die Forschungseinheit Wirtschafts- und Sozialwissenschaften an der WSL. Zudem lehrt sie regelmässig an der Universität Zürich sowie an der ETH Zürich.
Seidl ist eine wachstumskritische Ökologische Ökonomin, die sich mit der Herausforderung des Vorsorgenden Wirtschaftens und den ökologischen Folgen von Wirtschaftswachstum, Landnutzung und erneuerbare Energien auseinandersetzt. Weitere Forschungsfelder sind Glück, Gemeingüter, Ressourcenverbrauch, aber auch Geld. Sie wird dem sozialliberalen Spektrum der wachstumskritischen Bewegung zugerechnet, das im Sinne einer ökosozialen Marktwirtschaft die Wachstumszwänge überwinden möchte. In diesem Zusammenhang spricht sie sich dafür aus, eine ökologische Steuerreform durchzuführen:

„Arbeit weniger besteuern, Sozialabgaben entlasten und dafür aber Energie, Umweltressourcen und Kapital stärker besteuern. Energie und Umwelt sind zudem die knappen Ressourcen – so würden sie sparsamer eingesetzt.“

Seidl engagierte sich in der Gründungsphase der Vereinigung für Ökologische Ökonomie und sitzt in der Jury des Kapp-Forschungspreises für Ökologische Ökonomie.

## Schriften
- Ökologie und Innovation: Die Rolle der Unternehmenskultur in der Agrarchemie. Bern (u. a.): Haupt, 1993.
- Irmi Seidl & Angelika Zahrnt (Hrsg.): Postwachstumsgesellschaft – Konzepte für die Zukunft. Metropolis, Marburg 2010. ISBN 978-3-89518-811-4.
- Irmi Seidl & Angelika Zahrnt: Abhängigkeit vom Wirtschaftswachstum als Hindernis für eine Politik in den „Limits to growth“! Perspektiven einer Postwachstumsgesellschaft. in: Woynowski, Boris et al. (Hrsg.): Wirtschaft ohne Wachstum?! – Notwendigkeit und Ansätze einer Wachstumswende. Reihe Arbeitsberichte des Instituts für Forstökonomie der Universität Freiburg Nr. 59/2012, Freiburg 2012, ISSN 1431-8261, hdl:10419/69631, S. 29–39 (ca. 20 MB; PDF).
- Künftige Flächennutzung bedarf neuer Handlungsorientierungen. Schweizerische Zeitschrift für Forstwesen 166 (2015) 4: 226–229.
- Irmi Seidl & Angelika Zahrnt (Hrsg.): Tätigsein in der Postwachstumsgesellschaft. Metropolis, Marburg 2019. ISBN 978-3-7316-1405-0.
- Irmi Seidl & Angelika Zahrnt (Eds.): Post Growth Work: Employment and Meaningful Activities within Planetary Boundaries. Abingdon-on-Thames, 2021. ISBN 9781032034577.